# پیتزویل (ویسکانسین)
پیتزویل، ویسکانسین (به انگلیسی: Pittsville) شهری در شهرستان وود ایالت ویسکانسین است که در سال ۱۸۸۷ بنیان‌گذاری شده‌است. این شهر طبق سرشماری سال ۲۰۱۰ میلادی ۸۷۴ نفر جمعیت داشته‌است.